# Indofood
PT Indofood Sukses Makmur Tbk. è un'azienda alimentare indonesiana specializzata nella produzione e vendita di cibo e bevande. Fondata nel 1990 a Giacarta, è la settima più grande azienda alimentare al mondo. è quotata in borsa dell'Indonesia.